# Epimedium trifoliatobinatum
Epimedium trifoliatobinatum är en berberisväxtart som först beskrevs av Gen-Iti Koidzumi, och fick sitt nu gällande namn av Gen-Iti Koidzumi. Epimedium trifoliatobinatum ingår i släktet sockblommor, och familjen berberisväxter. Utöver nominatformen finns också underarten E. t. maritimum.